# Köditz
Köditz er en kommune i Landkreis Hof i den nordøstlige del af den bayerske regierungsbezirk Oberfranken i det sydlige Tyskland. Den ligger i Bayerischen Vogtland omkring 5 kilometer nordvest for byen Hof. Kommunen ligger i Naturpark Frankenwald.

## Geografi
Indbyggertallene i de 16 landsbyer og bebyggelser i kommunen:
| - Brunn 38 - Brunnenthal 315 - Heroldsgrün 8 - Hohbühl 8 - Joditz 350 - Köditz 1.378 - Lamitz 90 - Lamitzmühle 3 | - Neuköditz 91 - Saalenstein 103 - Scheibengrün 3 - Scharten 136 - Schlegel 293 - Seebühl 6 - Siebenhitz 20 - Stöckaten 16 |